# Wittlich
Wittlich település Németországban, Rajna-vidék-Pfalz tartományban. Lakosainak száma 19 718 fő (2023. december 31.). Wittlich Bausendorf és Zeltingen-Rachtig községekkel határos.

## Népesség
A település népességének változása:
| Lakosok száma | 15 321 | 17 823 | 18 906 | 18 995 | 19 345 | 19 740 | 19 718 |
|               | 1975   | 2010   | 2017   | 2019   | 2021   | 2022   | 2023   |